# 托尔瑙包劳科尼
托尔瑙包劳科尼（匈牙利語：Tornabarakony）是匈牙利包尔绍德-奥包乌伊-曾普伦州所辖的一个村。总面积8.20平方公里，总人口17，人口密度2.1人/平方公里（2011年1月1日）。